# Bouguenel
Bouguenel est un lieu-dit de la commune de Saint-Pôtan (Côtes-d'Armor). Situé sur la route reliant le bourg de Saint-Pôtan à la Baie de l'Arguenon, on s’accorde à désigner sous son nom les différents villages situés en ce lieu. Le hameau comprend en effet différents lieux-dits qui aujourd'hui ne forment plus qu'un, à savoir :
- Bouguenel
- la Ville mois
- la Brousse
- la Mare Hazaie
- le Perray
- la Lande mois

Le hameau, qui surplombe la vallée du Guébriand, comprend sur ses terres le château de la Brousse et sa chapelle (XVIe siècle). C’est également là que se trouve le point le plus élevé de la commune (77 m), précisément au Perray.
On y trouve environ soixante habitants en hiver, ce qui en fait le plus gros village de la commune après le bourg. La population fait plus que doubler en été.
Si on pouvait y trouver autrefois deux épiceries, c’est essentiellement le succès de sa discothèque (le Baron’s Club) qui lui a offert jusqu'à sa fermeture dans les années 1990 une certaine renommée.